# RD–0110

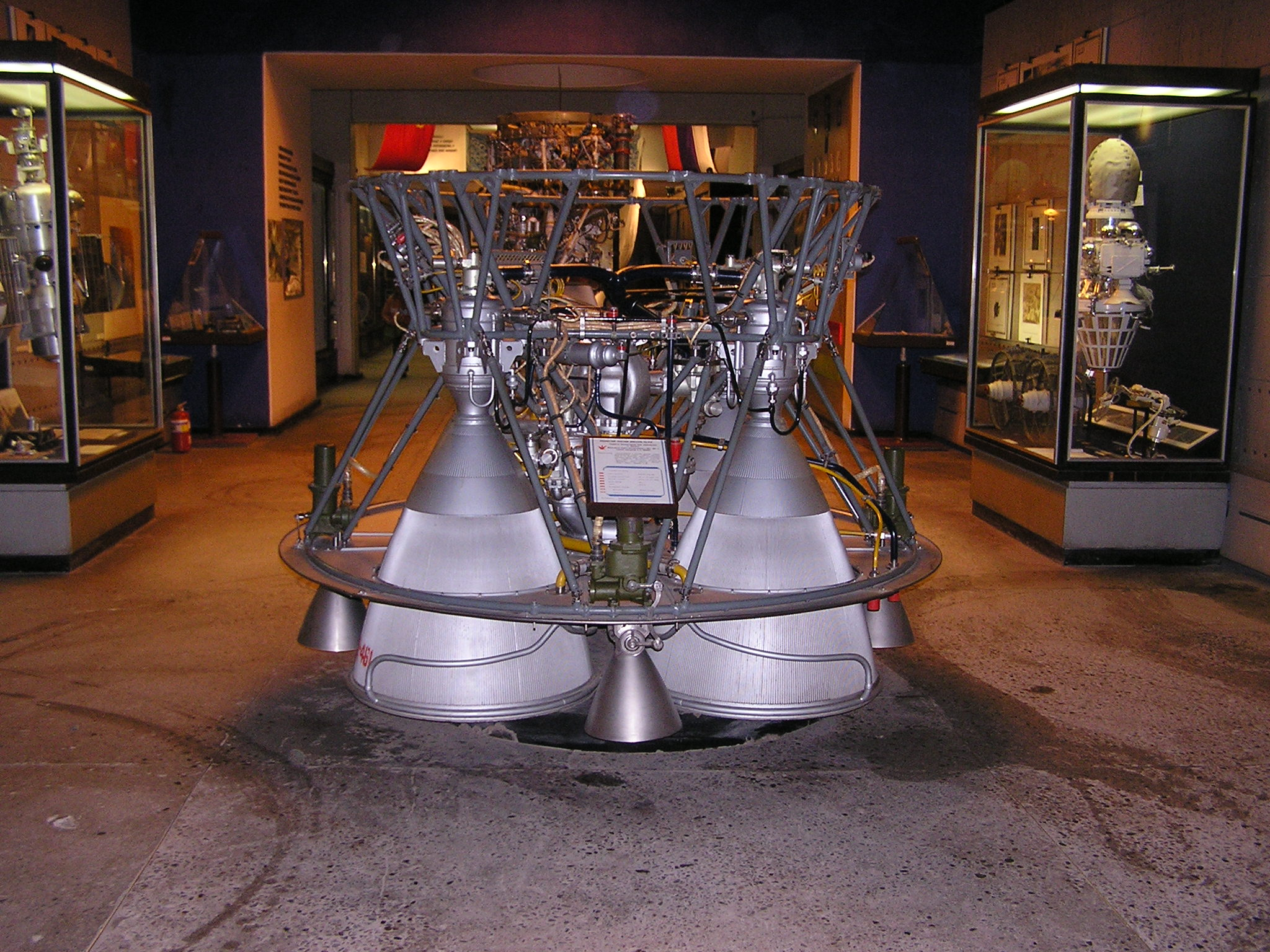
A szentpétervári Űrhajózási és Rakétatechnikai Múzeumban kiállított RD–0110 hajtómű

Az RD–0110 (oroszul: РД–0110) szovjet, négykamrás égéstérrel rendelkező, folyékony hajtóanyagú rakétahajtómű, melyet a Voszhod, a Molnyija–M és a Szojuz hordozórakéták harmadik fokozatában alkalmaztak. GRAU-kódja 11D55.

## Története
Kifejlesztése 1963-ban kezdődött a voronyezsi KBHA tervezőirodában Jakov Gerskovics irányításával. A prototípusokkal 1965-ben végezték az első teszteket, majd 1967-ben kezdődött a sorozatgyártása a Voronyezsi Gépgyárban. A hajtómű az R–9A interkontinentális ballisztikus rakéta második fokozatában használt RD–0106 rakétahajtóművön alapul, annak továbbfejlesztett változata. Az RD–0110, az RD–0107 és RD–0108 hajtóművek azonos konstrukciós alapokkal rendelkeznek és egy hajtóműcsaládot alkotnak.
Továbbfejlesztett változata az RD–0124 hajtómű, melyet a Szojuz–2b1 hordozórakéta I blokkjában használnak. Ugyancsak az RD–0110-en alapul az RD–0110R kormányhajtómű, melyet a Szojuz–2bi első fokozatában alkalmaznak.

## Jellemzői
A hajtóműblokk négy égéstérrel, valamint a hozzájuk kapcsolódó fúvócsőből álló menethajtóműből, továbbá négy kormányhajtóműből áll. A hajtómű égéskamráit egy közös turbószivattyú látja el hajtóanyaggal. A nyílt ciklusú rakétahajtómű hajtóanyaga kerozin, oxidálóanyagként folyékony oxigént használnak. A hajtóműblokk száraz tömege 408 kg. Tolóereje vákuumban 297,9 kN, fajlagos impulzusa 326 s. A menethajtómű égéskamráiban a gáznyomás 6,8 MPa (69,5 bar). Üzemideje 250 másodperc. A hajtóműblokk átmérője 2,24 m, magassága 1,575 m.